# Marshall 1959

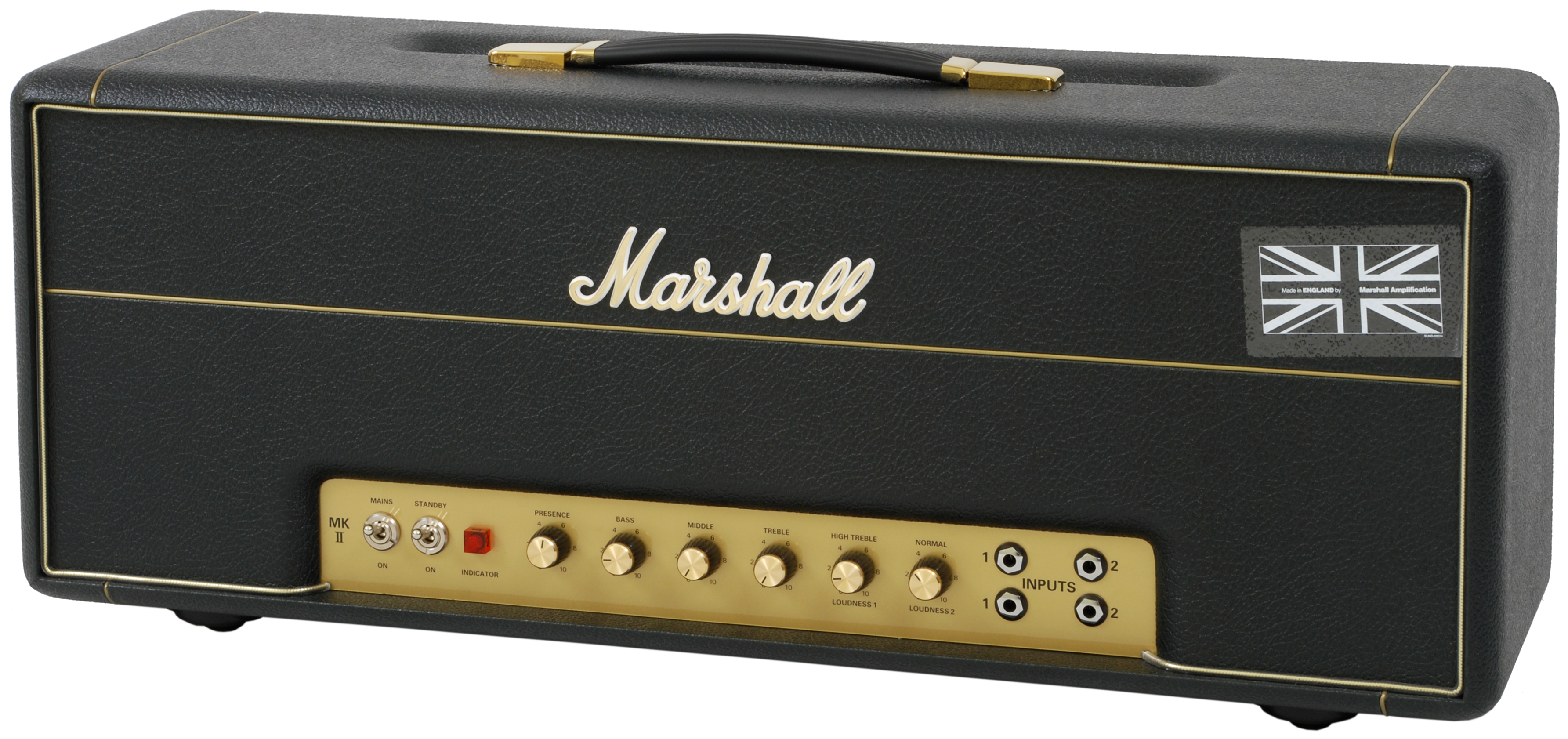
Un Marshall 1959 SLP-01 des années 2010.

Le Marshall Model 1959 "Super Lead" est une tête d’amplificateur pour guitares électriques commercialisée par Marshall. Présentée en 1965, il s’agit du Marshall « Plexi » le plus connu.

## Histoire
Le Marshall 1959 Super Lead a d'abord été produit entre 1965 et 1981. Il a alors été remplacé par le Marshall JCM800. Il s’agit d’un amplificateur de la série Standard de Marshall.
Le Marshall 1959 a été conçu par Ken Bran et Dudley Craven après que Pete Townshend, guitariste de The Who, a demandé à Jim Marshall de créer un amplificateur de cent watts. Initialement, l’amplificateur alimentait un baffle 8×10" (huit haut-parleurs de 10 pouces chacun). Néanmoins, un baffle pareil s'avérant difficile à déplacer, il fut remplacé par deux baffles de 4x12" (quatre haut-parleurs de 12 pouces) : le baffle 1960a à pan incliné, en haut, et le baffle 1960b droit, en dessous, créant ainsi le fameux ensemble connu sous le nom de « full stack » Marshall,. Cet amplificateur existe aussi en versions basse électrique et « PA », pour Public Address : un amplificateur généraliste (claviers, voix, etc.).
Le panneau avant en Plexiglas des premières séries de têtes vaut à ces amplificateurs d'être connus sous le nom de « Plexi »,. D’autres modèles Marshall sont aussi appelés Plexi, le modèle 1959 le plus répandu. En 1969, Marshall remplaça le panneau en Plexiglas par un panneau en aluminium doré. 
En 1966, les tubes KT66, repris des modèles JTM, furent remplacés par des EL34. Après 1976, la tension de plaque fut légèrement réduite, pour améliorer la fiabilité. Néanmoins, l’exportation croissante vers l’outre-mer mena à un problème : de nombreux tubes EL34 cassaient durant le transport. Pour faire face à ce problème, Marshall décida de monter des tubes plus robustes, tel que les Tung-Sol 6550. Ces tubes sont décrits comme étant « plus rigides et pas aussi riches harmoniquement » que les tubes EL34.
Un modèle avec trémolo, le 1959T, était disponible jusqu’en 1973.

### Rééditions
L’amplificateur a été réédité la première fois en 1988 (modèle 1959S), puis de 1991 à 1993 (modèle 1959X) et de 1995 à 2017 (modèle 1959SLP). En 2005, Marshall introduit le 1959HW (pour Handwired, c’est-à-dire câblé à la main), basé sur les modèles de 1967 à 1969. Il dispose d’un circuit de contre-réaction, correspondant au modèle de 1969.

## Caractéristiques
Le Marshall 1959 dispose de 100 watts de puissance. L'amplification de puissance des premiers est basée sur quatre tubes KT66, et quatre EL34 à partir de 1967. Les tubes de préamplification sont des ECC83. 
L’amplificateur a quatre entrées et deux canaux. Le canal Lead a un son clair boosté, et le canal Rhythm une réponse plate. Chaque canal a une entrée high gain et low gain, respectivement haut et bas gain, l’entrée low gain atténuant le signal de 6 dB. Les canaux peuvent être reliés grâce à un câble de pontage.

## Utilisateurs notables
Mis à part Pete Townshend de The Who, on retrouve parmi les premiers utilisateurs de Marshall 1959 Eric Clapton, qui a échangé ses fameux Marshall Bluesbreaker contre un 1959,, et Jimi Hendrix, qui utilisa un 1959 avec quatre baffles 4×12" au festival de Woodstock de 1969.

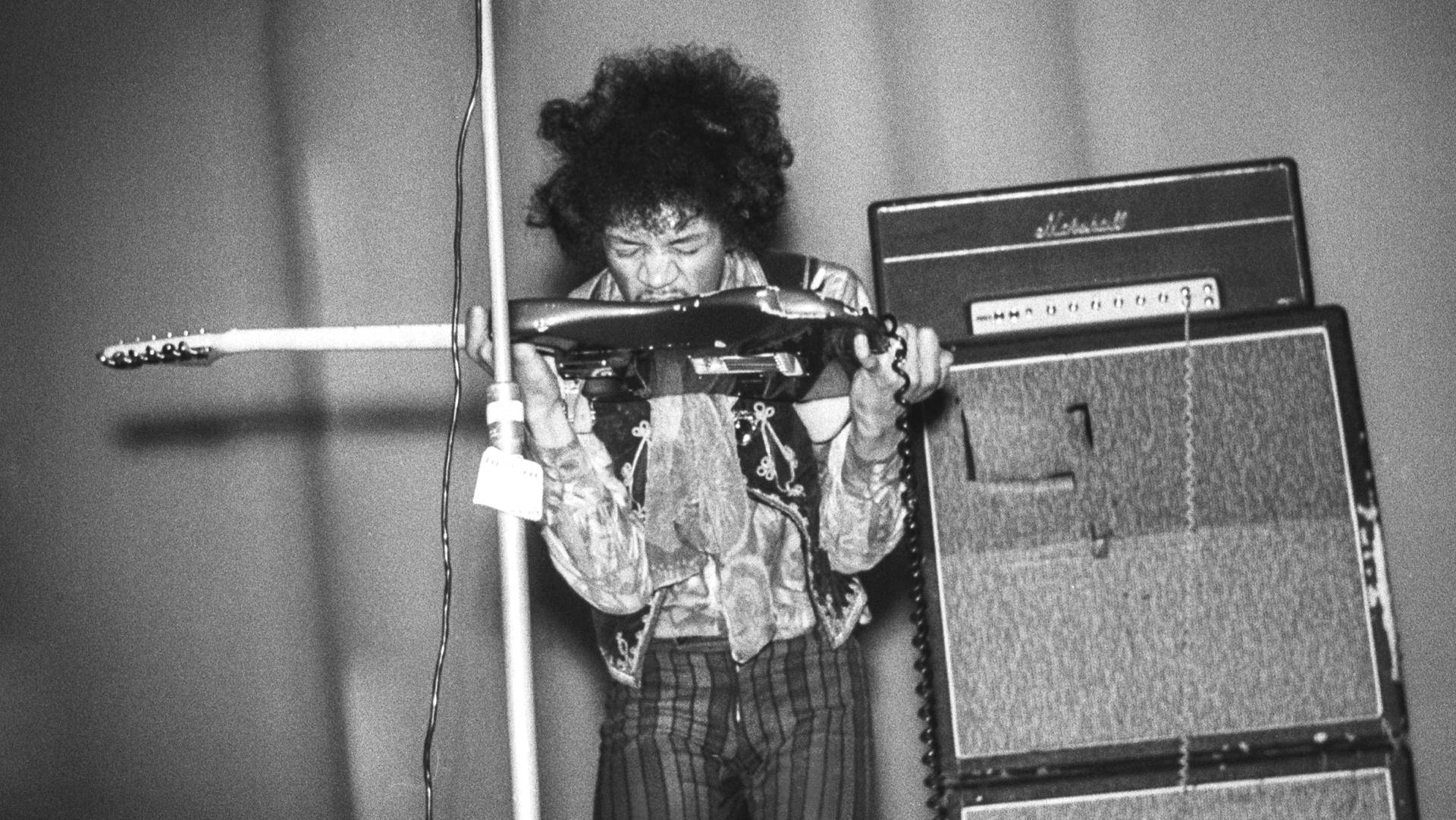
Jimi Hendrix utilisant un Marshall Super Lead en 1967 à Helsinki.

- Pete Townshend
- Eric Clapton
- Jimi Hendrix
- Jimmy Page
- Joe Perry[12]
- Angus Young[13]
- Malcolm Young
- Eddie Van Halen[14]
- Slash
- Neil Young[15]
- Ace Frehley
- Billy Gibbons
- Billie Joe Armstrong
- Randy Rhoads
- Yngwie Malmsteen
- Johnny Ramone
- Jason White
- Graham Coxon
- J Mascis
- Matt Bellamy[16]
- George Lynch
- Uli Jon Roth
- Richie Kotzen